# Schiffmühle (Salesel)
Die Schiffmühle im Ort Salesel (tschechisch Dolní Zálezly) war eine am Fluss Elbe gelegene Wassermühle. Schiffmühlen waren einst ein prägendes Element des Elbe-Landschaftsbildes und nutzten die Strömung des Flusses, um ein Wasserrad und so die Mechanik einer Mühle anzutreiben.

## Geschichte
Historischen Aufzeichnungen zufolge bestand in Salesel eine Schiffsmühle zur Zeit des beginnenden Dreißigjährigen Krieges (1618–1648). Sie war im Besitz von Matthes Richter, der kurz vor 1629 verstarb. Seine Witwe Maria verkaufte die Mühle im Jahr 1629 an Otto von Nostitz, der die benachbarten Herrschaften Tschochau (Řehlovice) und Hlinai (tschechisch Hliňany) im Vorjahr erworben hatte. Der Kaufpreis betrug 575 Schock meissnerischen Groschen, ein für damalige Verhältnisse hoher Betrag. Der Kaufvertrag wurde im Tschochauer Grundbuch von 1628 auf der ersten Seite dokumentiert.
Im Kaufvertrag wurde außerdem festgehalten, dass die Gemeinde Salesel auf einen Zins für die zur Schiffmühle gehörende Baustelle, die auf Gemeindegrund lag, verzichtete. Dies geschah im Austausch für eine Salva Guardia (Schutzbrief) von Otto von Nostitz, einem einflussreichen und mächtigen Herren. Diese Salva Guardia schützte die Gemeinde vor den Soldaten im Dreißigjährigen Krieg.
Mitte des 18. Jahrhunderts existierte die Schiffmühle zu Salesel jedoch nicht mehr. Ein Kaufvertrag von 1760 über die Staditzer (tschechisch Stadice) Mühle verpflichtete Salesel wie auch andere Dörfern dazu, ihr Getreide ausschließlich in der Staditzer Mühle mahlen zu lassen.

## Signifikanz
Die Schiffmühle zu Salesel ist ein historisches Zeugnis für die Veränderungen der Wirtschaft und Kultur entlang der Elbe im Laufe der Jahrhunderte. Die Geschichte der Mühle spiegelt den Übergang von lokalen, wasserkraftbetriebenen Mühlen zu größeren, zentralisierten Mühlen wider. Sie bietet auch einen Einblick in die sozialen und wirtschaftlichen Beziehungen der Zeit, insbesondere in die Art und Weise, wie lokale Gemeinschaften mit den herrschenden Klassen interagierten und Verhandlungen führten.